# Govenia dressleriana
Govenia dressleriana är en orkidéart som beskrevs av Edward Warren Greenwood. Govenia dressleriana ingår i släktet Govenia och familjen orkidéer. Inga underarter finns listade i Catalogue of Life.